# Мікаель Гловацкі
Мікаель Гловацкі (нім. Michael Glowatzky, нар. 1 липня 1960) — німецький футболіст, що грав на позиції півзахисника, зокрема за клуб «Карл-Маркс-Штадт», а також національну збірну НДР.

## Клубна кар'єра
У дорослому футболі дебютував 1979 року виступами за команду «Заксенрінг» (Цвікау), в якій провів чотири сезони, взявши участь у 49 матчах чемпіонату. 
Своєю грою за цю команду привернув увагу представників тренерського штабу клубу «Карл-Маркс-Штадт», до складу якого приєднався 1983 року. Відіграв за цю команду наступні п'ять сезонів своєї ігрової кар'єри. Більшість часу, проведеного у складі «Карл-Маркс-Штадта», був основним гравцем команди.
Сезон 1988/89 провів знову у «Заксенрінзі», а завершував ігрову кар'єру на початку 1990-х вже у першості об'єднаної Німеччина за команди «Байройт» та «Швайнфурт».

## Виступи за збірну
1984 року дебютував в офіційних матчах у складі національної збірної НДР.
Загалом протягом трирічиної кар'єри у національній команді провів у її формі 9 матчів, забивши 1 гол.